# Brackenheim
Brackenheim  est une ville de Bade-Wurtemberg (Allemagne), située dans l'arrondissement de Heilbronn, dans la Région de Heilbronn-Franconie, dans le district de Stuttgart. Elle est jumelée depuis 1979 avec le village de Charnay-lès-Macôn en Saône-et-Loire (France).
Brackenheim est une ancienne cité médiévale et possède une superficie viticole totale de 798 hectares, ce qui en fait la plus grande communauté viticole du Wurtemberg. Y sont produits des cépages comme le Riesling, le Trollinger , le Pinot Noir, le Muscat, le Kerner et Lemberger.
Brackenheim est la ville natale du premier président fédéral allemand Theodor Heuss.

## Géographie

### Situation géographique
Brackenheim est situé dans l'arrondissement de Heilbronn, à 15 km au sud-ouest de la ville de Heilbronn. Avec sa banlieue, Brackenheim atteint les pentes du Heuchelberg au nord et touche les contreforts de la crête du Stromberg au sud. Le paysage est caractérisé par une viticulture intensive. Le point culminant se trouve à 335,9 m au-dessus du niveau de la mer (au « Hörnle », à Dürrenzimmern). Le point le plus bas se trouve quant à lui à 169,8 m au-dessus du niveau de la mer (Schellenmühle, à Meimsheim).

### Communes limitrophes
Les communes voisines de Brackenheim sont (dans le sens des aiguilles d’une montre, en commençant par le sud-ouest): Cleebronn, Güglingen, Eppingen, Schwaigern, Nordheim, Lauffen am Neckar (toutes dans le district de Heilbronn), Kirchheim am Neckar et Bönnigheim (toutes deux dans l’arrondissement de Ludwigsburg).

### Structure de la ville
Brackenheim est composée de huit districts : Brackenheim lui-même, Botenheim, Dürrenzimmern, Haberschlacht, Hausen an der Zaber, Meimsheim, Neipperg et Stockheim.
Le district de Brackenheim comprend les zones résidentielles de Burgermühle et de St.-Johannis-Mühle. Le district de Meimsheim les lieux résidentiels de Bellevue, Obere Schellenmühle et Untere Schellenmühle, le château de Neipperg et de Hof Neipperg, le château de Stockheim et de Hof Stocksberg.

### Disposition de la zone
La viticulture et l’agriculture représentent plus de 66% de la superficie existante. Selon les données de l’Office national de la statistique, en 2019.

## Historique

### Première traces de la présence de l'homme et Antiquité
La zone entre le Stromberg et le Heuchelberg est habitée depuis environ 5000 à 6000 ans. Les plus anciennes découvertes d’établissements humains sur le territoire de la ville actuelle de Brackenheim datent de la période néolithique : environ 30 sites de peuplement autour de la ville et près du fleuve ont été découverts.
À l’époque romaine, Brackenheim était située dans l’arrière-pays du limes Neckar-Odenwald ou limes germanique-raétienne supérieure. De nombreux domaines romains datant de cette époque ont été découverts à Zabergäu. Les découvertes les plus importantes de l’époque romaine dans la zone urbaine d’aujourd’hui ont été récupérées à la Martinskirche de Meimsheim et à Hausen an der Zaber. Des traces de l'ancienne colonie romaine sont encore présentes aujourd’hui. Il s'agit de deux pierres romaines murées dans l’église de Saint-Martin.
Après les Romains, la zone fut occupée par les Alamans, dont il reste peu de vestiges.

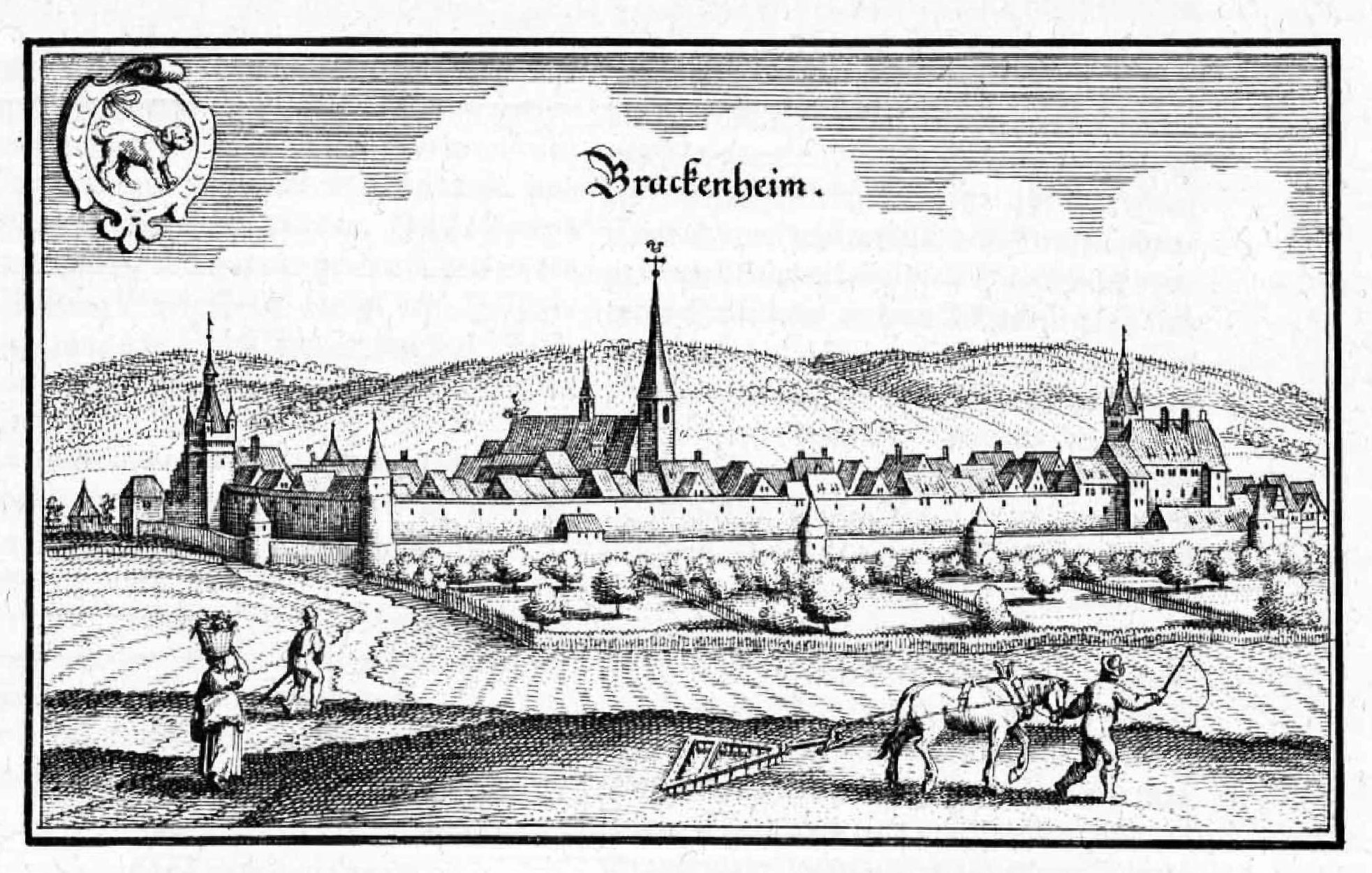
Brackenheim 1640.
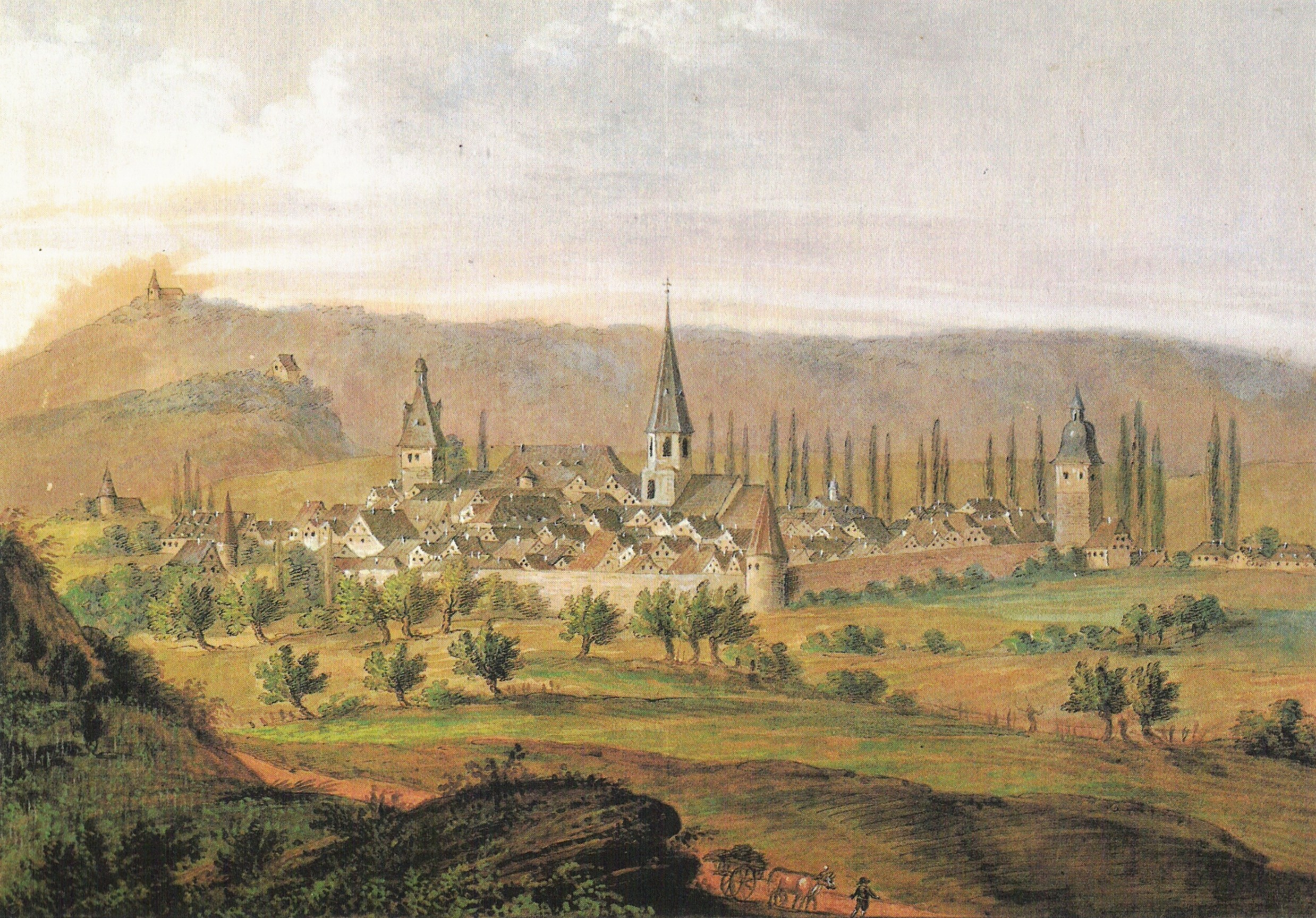
Brackenheim 1820.
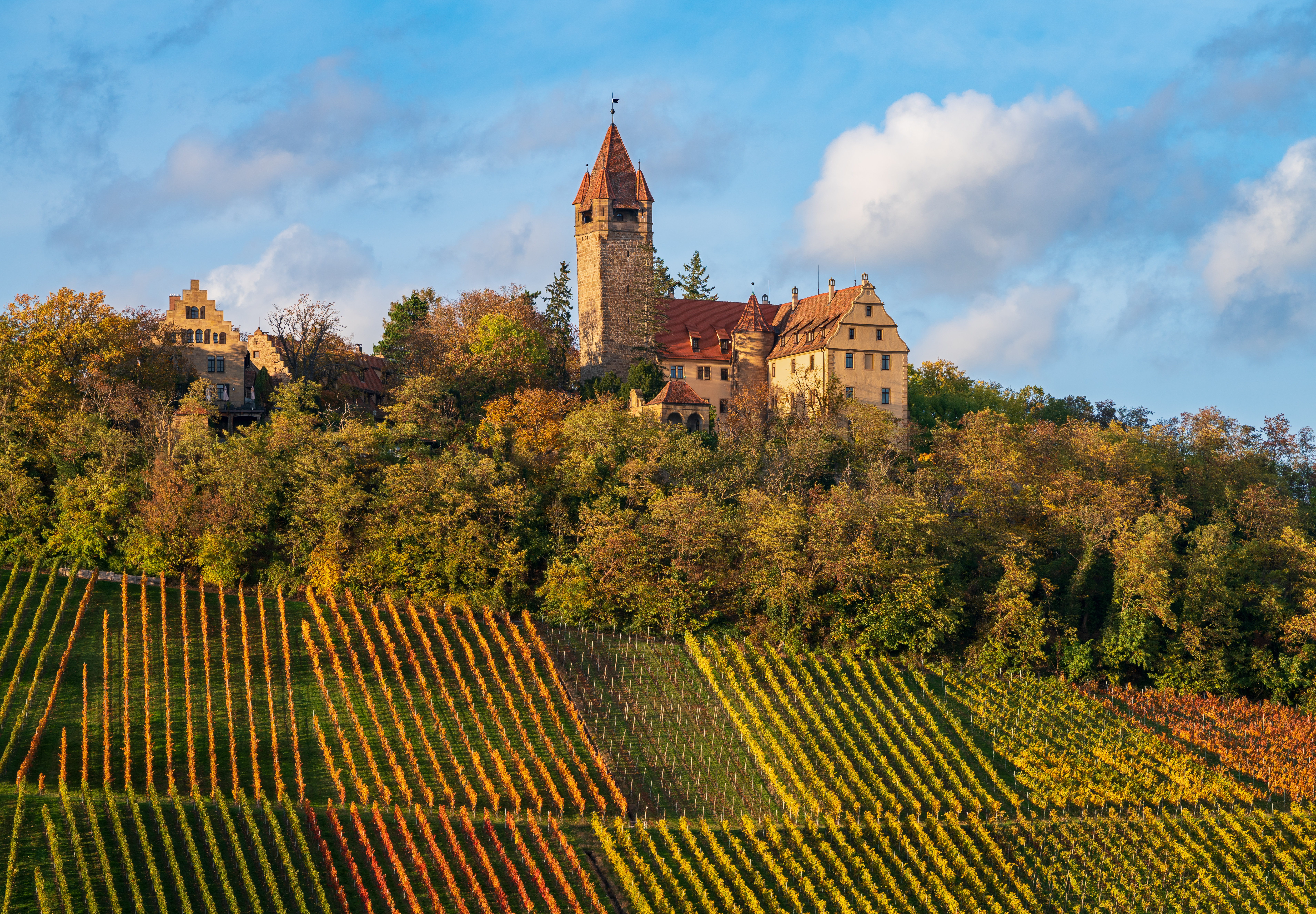
Brackenheim 2020.

### Du Moyen Âge jusqu’auXVIIIesiècle
Le district de Meimsheim est mentionné pour la première fois en 788 dans le Codex de Lorsch, suivi de Botenheim, Frauenzimmern et Dürrenzimmern en 793/94.
Un Zeisolf von Brackenheim a été mentionné au XIIe siècle dans le Codex hirsau à l’occasion d’une donation de biens à Botenheim et Meimsheim. La place Brackenheim est mentionnée pour la première fois dans un document d’Erkinger von Magenheim daté du 6 octobre 1246. Les seigneurs de Magenheim sont une famille noble qui remonte à 1147 au plus tard avec de vastes possessions à Kraichgau et Zabergäu. Ils entretenaient des relations avec le diocèse de Mayence, le diocèse de Speyer, le diocèse de Worms, les Hohenstaufen, mais aussi avec le roi Rodolphe Ier de Habsbourg. 
Le village a été fondé au tournant du XIIIe siècle en tant que hameau du château. Le village existant a été agrandi selon le plan et muré presque rectangulaire. En outre, un nouveau manoir a été construit dans la ville, auquel remonte le château actuel. La plus ancienne mention comme oppidum (ville) remonte à 1279, la charte de la ville a été officiellement accordée par Rodolphe Ier le 29 mai 1280. Avec la première mention de la porte du marché en direction de Neipperg en 1301, l’achèvement du mur de la ville est considéré comme documenté. Jusqu’au début du XXe siècle, la ville ne s’est guère développée au-delà de l'enceinte médiévale.
En divisant l’héritage, la propriété des Magenheimer s’est désintégrée en différentes parties. Vers 1280, Erkinger III de Magenheim reçoit la ville de Brackenheim. Après 1287, ses fils se partagent à nouveau la propriété. Après un héritage supplémentaire, la moitié de Brackenheim passa au comte Burkhard von Hohenberg, qui vendit ses propriétés à Brackenheim, Magenheim et le château de Blankenhorn au comte Eberhard Ier de Wurtemberg en 1321. Son fils Ulrich III vendit la propriété de Brackenheim à l’archevêque Matthias de Mayence en 1327, mais le Wurtemberg reprit la propriété de cette moitié de la ville vers 1356. En fait, cependant, le Wurtemberg semble avoir exercé un contrôle sur l’ensemble de la ville à partir de cette époque, puisque Eberhard II a également acquis la créance sur la moitié restante de la ville  le 27 décembre 1367.
Brackenheim devint une ville du district de Wurtemberg. En plus de la ville, le Zeisolf de Brackenheim comprenait à l’origine les villages de Haberschlacht, Meimsheim, Nordheim, Hausen an der Zaber, Dürrenzimmern et la partie intégré au Wurtemberg de la ville de Cleebronn. Plus tard, les municipalités de Kleingartach, Niederhofen et Stetten am Heuchelberg ont été ajoutées.
Pendant la guerre de Trente Ans, Brackenheim a souvent dû endurer le pillage et les effets des passages de troupes et du cantonnement de ces dernières.
À partir de 1688, avec le déclenchement de la guerre de Succession du Palatinat, des opérations militaires eurent lieu autour de Brackenheim. Au milieu de cette période de pillage et de la dévastation des cultures, un grand incendie de la ville se produisit en mai 1691, dans lequel 112 bâtiments de Brackenheim furent détruits. Le fait que les habitants du Zeisolf environnant aient stocké leurs meubles dans la ville supposée être plus sûre a considérablement augmenté l’ampleur de la catastrophe. La famine et la pauvreté, déjà présents à cause de la guerre, furent aggravées par de mauvaises récoltes les années suivantes. Il faudra attendre le XVIIIe siècle pour voir la reconstruction s'achever. L’ancien hôtel de ville de 1424 avait également brûlé, de sorte que le conseil dut déménager dans l’ancien bain public jusqu’en 1776, le nouvel hôtel de ville a été achevé sur le site de l’ancien.

### XIXeauXXIesiècle
Avec la fondation du royaume de Wurtemberg en 1806, Brackenheim est restée le siège administratif de l’Oberamt du même nom (à partir de 1934 district de Brackenheim). Pendant la réforme administrative de l’époque nazie dans le Wurtemberg, Brackenheim est devenue une partie de l’arrondissement de Heilbronn en 1938. En 1933, Brackenheim comptait 1633 habitants. En 1939, il y en avait 1671.
Pendant la toute la durée de la Seconde Guerre mondiale, Brackenheim ne subira que peu de destructions. Les 2 et 5 avril 1945, la ville sera malgré tout la cible de plusieurs bombardements, détruisant de nombreux toits et endommageant gravement certains bâtiments, en particulier des granges. Bien que des barrières de chars aient encore été érigées les 5 et 6 avril et que deux ponts aient été détruits, les troupes françaises entrent dans Brackenheim sans combat dans l’après-midi du 6 avril 1945, après quoi il y aura des pillages et des viols sporadiques. Les dommages de guerre avaient pour l’essentiel déjà été réparés à la fin de 1945. En 1946, environ 550 expulsés, pour la plupart des Sudètes, ont été recueillis à Brackenheim.
En 1945, la ville fait partie de la zone d’occupation américaine et a donc appartenu au nouvel État de Wurtemberg-Bade, qui a fusionné avec l’actuel État de Bade-Wurtemberg en 1952.
Dans le cadre de la réforme municipale du Bade-Wurtemberg, les communes voisines de Botenheim, Dürrenzimmern, Haberschlacht, Hausen an der Zaber, Meimsheim, Neipperg et Stockheim ont été incorporées à Brackenheim entre 1971 et 1974. De nouveaux quartiers se sont développés et ont conduit à une croissance démographique significative, entre 1995 et 2004 de près de 2700 habitants.

### Religions

#### Statistiques confessionnelles
Selon le recensement de 2011, 53,5 % des habitants étaient protestants, 18,6 % catholiques romains et 27,9 % non confessionnels, appartenaient à une autre communauté religieuse ou n’ont fourni aucune information. Au 4 janvier 2022, sur les 16 439 habitants, 42,4 % (6967) étaient protestants, 16,2 % catholiques et 41,4 % (6809) étaient non confessionnels ou appartenaient à une autre confession,.

#### Historique
Depuis la Réforme, Brackenheim est majoritairement protestante. La ville est le siège du quartier de l’église de Brackenheim de l’Église évangélique du Wurtemberg. Brackenheim, Botenheim, Dürrenzimmern, Hausen, Meimsheim et Neipperg ont leurs propres paroisses protestantes ; Haberschlacht et Stockheim ont une paroisse commune. Brackenheim est également le siège de l’Office évangélique de la jeunesse du district de Brackenheim, qui, dans le cadre de l’Office évangélique de la jeunesse du Wurtemberg, est responsable du travail de jeunesse dans les paroisses du district de l’église de Brackenheim.
À Stockheim, il y a la paroisse catholique d’Ortisei, qui comprend également Haberschlacht et le district d’Epping de Kleingartach. Neipperg appartient à la paroisse de Saint-Martin à Schwaigern. La communauté catholique du Christ-Roi à Brackenheim a été essentiellement créée par l’afflux d’expulsés catholiques après la Seconde Guerre mondiale et comprend les districts restants de Brackenheim.
À Brackenheim, il y a aussi une congrégation de l’Église évangélique libre (baptistes) et des Témoins de Jéhovah, à Botenheim l’Église méthodiste unie et à Meimsheim l’Église néo-apostolique.

## Politique

### Conseil municipal et conseils locaux
Après les élections municipales du 26 mai 2019, le conseil municipal dispose de 22 sièges en raison de l’abolition des fausses élections locales. Un autre membre du conseil municipal et son président est le maire.
Après la réforme municipale, à partir de 1974, il y avait des conseillers locaux et des chefs de village honoraires dans certains districts de Brackenheim, dans d’autres non. Afin de parvenir à l’égalité de traitement de tous les districts dans la mesure du possible, le conseil municipal de Brackenheim avait demandé aux conseils locaux, dans une décision du 29 janvier 2004, de se dissoudre d’ici à 2008 au profit de groupes dits de discussion, comme ils existaient déjà dans les autres sous-villes. Le dernier conseil municipal de Haberschlacht a été dissous en 2009.
Il y a maintenant ce qu’on appelle des groupes de discussion dans tous les districts et dans le centre-ville. Ces groupes de discussion, qui « tous les décideurs sur le terrain [...] tels que les conseils municipaux du district, les représentants des églises et des associations, l’agenda local, les écoles, les pompiers volontaires ou le comité de partenariat, devraient servir à « discuter des décisions et des questions importantes des districts respectifs et à échanger des idées les uns avec les autres ».
Le 3 juillet 2014, les membres du conseil municipal ont décidé à la majorité de réviser les principaux statuts de la ville de Brackenheim et d’abroger ainsi les fausses élections locales de l’élection du conseil municipal en 2019. Le nombre de sièges des membres du conseil municipal est ainsi fixé à 22 sièges.

### Maire
- 1988-2020: Rolf Kieser[8]
- depuis 2020 : Thomas Csaszar

### Armoiries et drapeau

Armoiries de Brackenheim.

Le blason allemand se lit comme suit: In Rot ein stehender silberner Bracke mit schwarzem Halsband und silbernem Leitring. Les couleurs de la ville sont le blanc et le rouge.
Déjà le plus ancien sceau survivant de Brackenheim de 1301 montre le Bracken debout. Le chien a été utilisé au cours des siècles dans différentes positions – debout, marchant, sautant, etc. – et depuis le XVIe siècle avec divers ajouts tels que collier ou chaîne. Les couleurs sont toujours restées les mêmes et remontent probablement aux seigneurs de Magenheim, qui possédaient temporairement Brackenheim en tant que fief de Mayence. En 1953, le conseil municipal de Brackenheim a établi les armoiries dans leur forme actuelle sur la base du plus ancien sceau de la ville.

### Jumelages
Dès 1962, l’actuel district de Neipperg a conclu un partenariat avec la commune Français de Marsan en Gascogne (gers). En 1978, Brackenheim a conclu un partenariat avec la ville Français de Charnay-lès-Mâcon dans le département de Saône-et-Loire, qui a été élargi en 1996 pour inclure la municipalité italienne de Castagnole delle Lanze dans le Piémont (province d’Asti). Un traité d’amitié a été signé avec la municipalité polonaise de Zbrosławice en Haute-Silésie en 2001. Des relations amicales au niveau du club sont également maintenues avec Le Lude en France et avec Port Talbot au Pays de Galles.
En 2000, Brackenheim a reçu le diplôme européen du Conseil de l’Europe en reconnaissance de l’engagement de la ville envers l’idée européenne. Le comité de partenariat de la ville de Brackenheim s’occupe de la culture des relations amicales et coopératives.

## Culture et curiosités
Depuis 1994, l’association Kulturforum Brackenheim e. V. dispose de son propre lieu de 200 places, la chapelle du château, qui est utilisée pour des concerts, des spectacles de cabaret et de théâtre.

### Musées
Créé en 2000, le musée municipal Theodor Heuss à Obertorstraße est dédié à la vie de Theodor Heuss, le grand fils de la ville. Dès 1968, un mémorial Theodor Heuss était situé au même endroit.
Le musée d’histoire locale du Heimatverein Brackenheim dans le quartier de Botenheim présente des expositions d’histoire locale.

### Bâtiments
- L’église protestante de la ville de Saint-Jacques remonte à une ancienne chapelle Saint-Jacques, qui a été diversement agrandie dans le style gothique et élevée à une église de la ville au début du XVIe siècle.
- La Johanniskirche évangélique sur le cimetière de Brackenheim est l’église paroissiale originale de Brackenheim. Dans cette basilique romane tardive avec un haut chœur gothique, des peintures murales des XIIIe et XIVe siècles ainsi que de nombreuses tombes historiques ont été conservées. Après la Seconde Guerre mondiale, l’église a également servi pour les services de la communauté catholique, avant de construire sa propre église en 1954 avec l’église Christ the King.
- Le château de Brackenheim, au sud de la vieille ville, a été construit de 1556 à 1559 comme palais de la ville à la place de l’ancien château des seigneurs de Magenheim sous le duc Christoph de Wurtemberg par le maître d’œuvre Martin Berwart. Le bâtiment à trois ailes servait de siège de veuve au Wurtemberg. Après un incendie en 1670, l’aile ouest et l’aile transversale nord ont été reconstruites par le maître d’œuvre Weiss de 1677 à 1685, donnant essentiellement au château sa forme actuelle. Plus tard, le bâtiment a été la maison de l’Obervogt et la résidence officielle. Actuellement, seul le tribunal de district est logé dans le château.
- L’Obertorhaus était une prison Oberamt de 1828 à 1907, et depuis 1968, le bâtiment abrite le mémorial Theodor Heuss, qui a été rouvert en août 2000 dans un nouveau design comme le musée Theodor Heuss[10]. En face de l’Obertorhaus se trouvait le lieu de naissance de Theodor Heuss, qui en 1950/51 a dû céder la place à la construction de la weingärtnergenossenschaft, qui a fonctionné jusqu’en 1975 et est maintenant utilisée comme archive de la ville. Une pierre commémorative commémore maintenant ce bâtiment.

- L’hôtel de ville est un bâtiment de style rococo construit en 1774. Il se trouve sur le site d’un bâtiment précédent construit en 1424 et a été entièrement rénové en 1954. En 2011, il a été agrandi par une extension moderne.
- Le New Bath était initialement une maison béguine de 1400 à 1530, a été converti en bain de ville en 1576, a servi d’hôtel de ville après l’incendie de 1691 jusqu’en 1776 et a été un bâtiment commercial depuis. Pendant un certain temps, il y avait une forge et une usine de teinture ici.
- Le bâtiment Oberamt a abrité l’Oberamt Brackenheim jusqu’en 1800. Après cela, il a été utilisé comme bâtiment résidentiel et commercial, pendant longtemps comme boulangerie.
- L’ancienne école près de l’église de la ville a été construite en 1608/10 et a été une école latine jusqu’en 1804, puis un bâtiment scolaire jusqu’en 1896. La maison à colombages ornée, à laquelle jouxte l’ancien prédicat, est aujourd’hui un immeuble de bureaux.
- La Diakoniehaus protestante a été construite en 1706. Le bâtiment du doyenné protestant a été construit en 1749 et utilisé jusqu’en 1977.

- Dans la vieille ville de Brackenheim, de nombreux autres bâtiments historiques à colombages ont été préservés. Remarquables sont la Pfründnerhaus de 1461, le bâtiment de 1580 à Rosengasse et l’auberge « Ochsen » avec son portail Renaissance orné. La maison de musique du Schlosskellerei, rénovée en 1993, a été construite vers 1600 et a également été utilisée par les pompiers volontaires pendant de nombreuses années de 1956 jusqu’à la construction d’une caserne de pompiers spacieuse.
- Juste à l’extérieur de la vieille ville se trouve l’ancien bureau de poste de 1902, qui est maintenant utilisé comme centre de jeunesse.

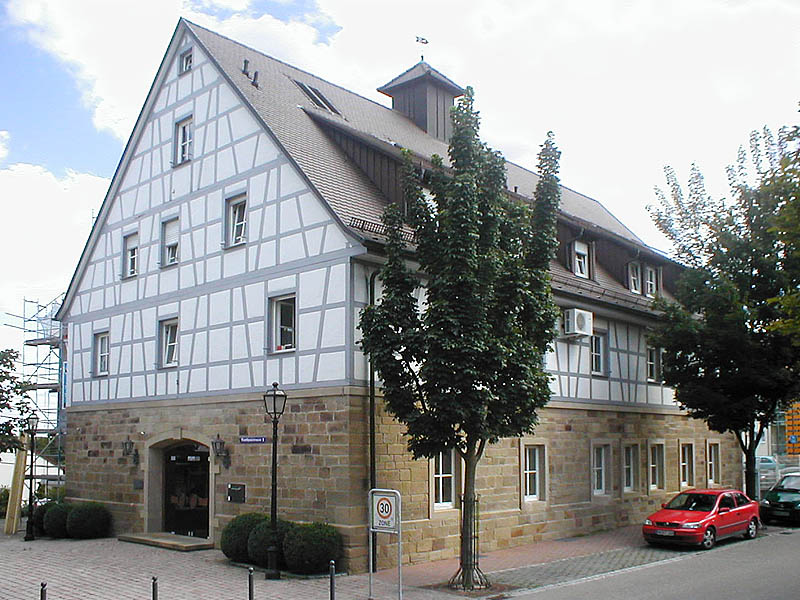
Banhaus

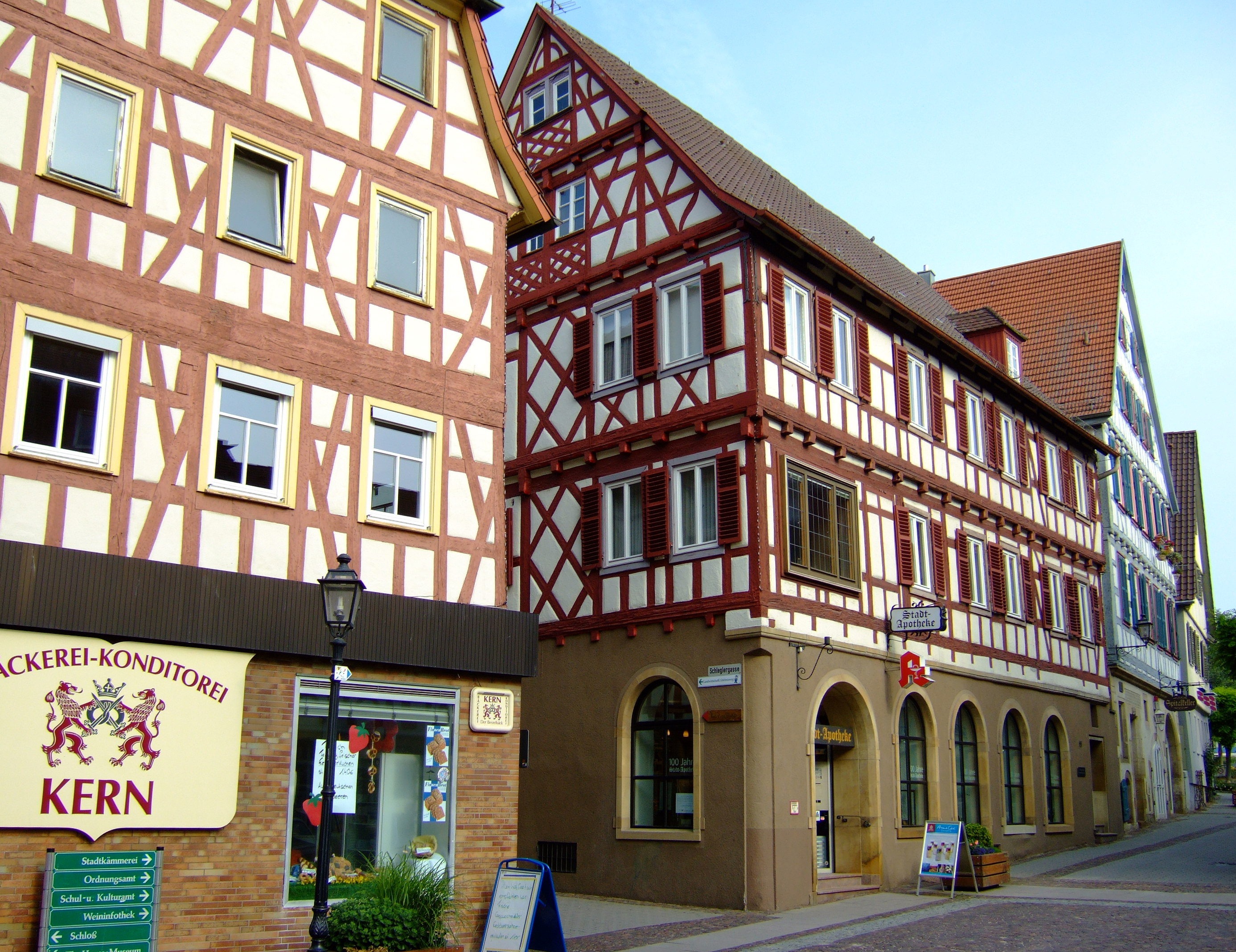
Maisons à colombages près de l’hôtel de ville (au milieu de la « Stadt-Apotheke »)

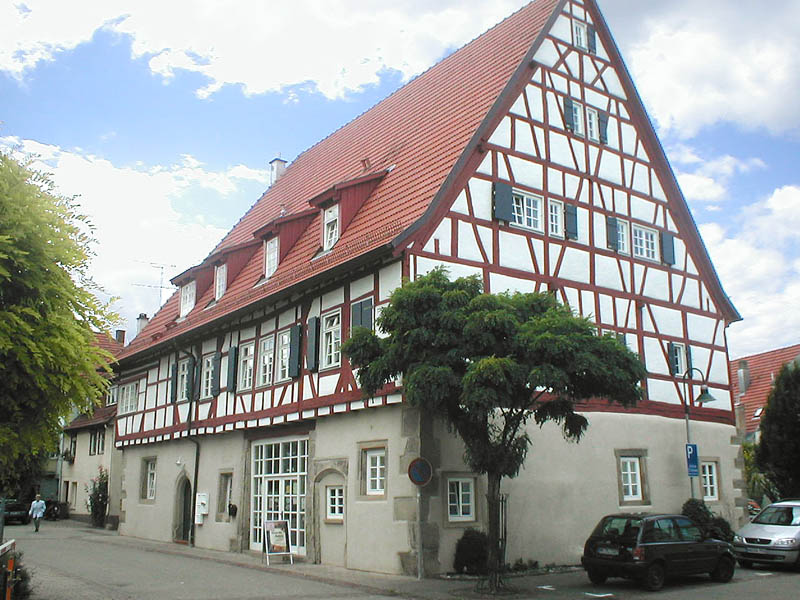
Maison à colombages de 1580 à Rosengasse.

### Sports et loisirs
Au total, 14 clubs sportifs sont actifs à Brackenheim et dans ses sept districts. Ils sont organisés dans l’organisation faîtière des clubs sportifs de Brackenheim e. V. L’organisation faîtière se considère comme un porte-parole et un organe de contrôle dans la médiation des intérêts communs des membres vis-à-vis de la ville de Brackenheim.
À Brackenheim, y compris les districts, il y a un total de 14 terrains de jeu en herbe, 1 terrain de jeu en gazon artificiel, plusieurs terrains de jeu polyvalents, 11 salles de gymnastique et de réunion, 2 installations de sports pour chiens, 1 petite installation d’élevage d’animaux, 1 salle de sports équestres avec terrain de tournoi, 1 installation de tir sportif, 1 petite salle de natation, 1 parcours de santé et plusieurs courts de tennis ainsi que le centre sportif Im Wiesental avec piste de combat de type B et 8 pistes de bowling.

### Conservation de la nature
À Brackenheim se trouvent les réserves naturelles Zaberauen (à Botenheim) et Haberschlachter Tal (à Dürrenzimmern et Haberschlacht).

## Économie et infrastructures

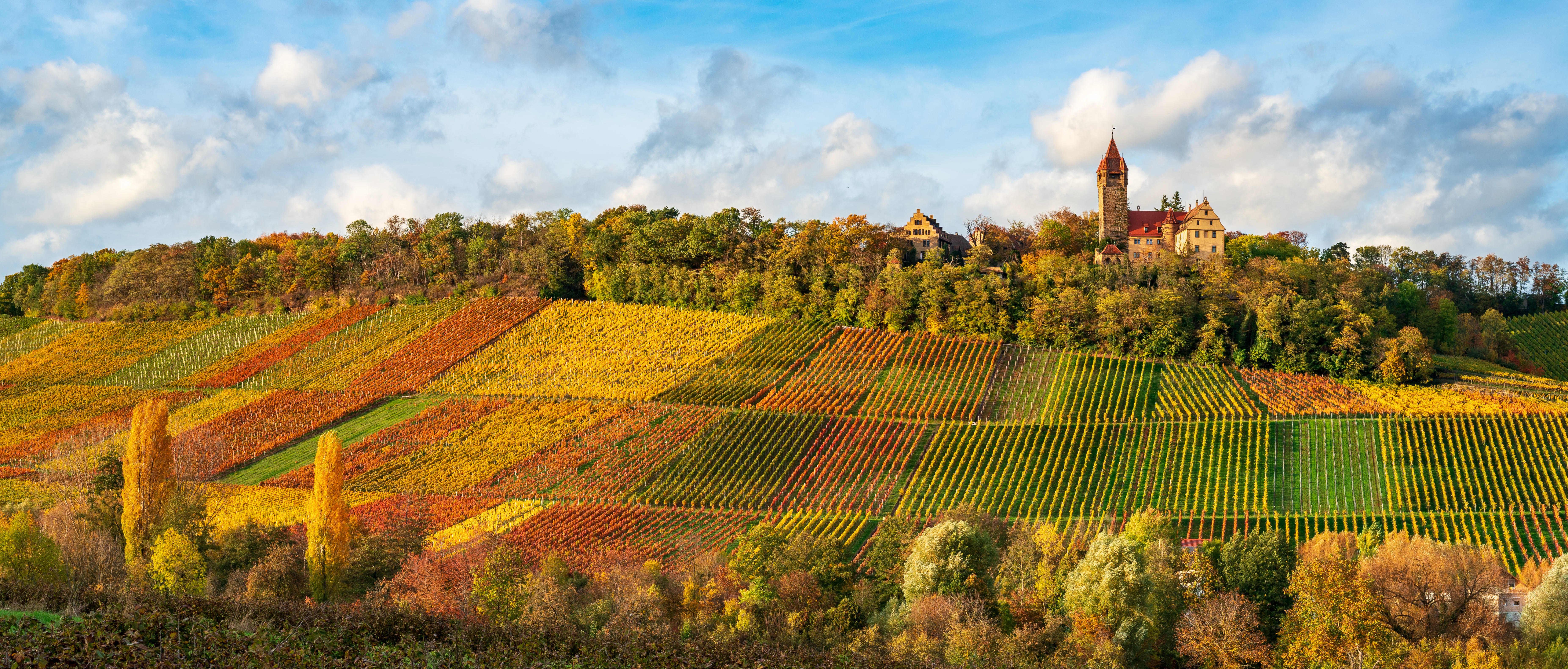
Brackenheim en automne, avec ses vignobles, depuis Heerstrasse. Octobre 2020.

### Viticulture
Brackenheim est la plus grande communauté viticole du Wurtemberg et la deuxième plus grande du Bade-Wurtemberg après Vogtsburg im Kaiserstuhl, mais aussi la plus grande communauté viticole rouge d’Allemagne. La viticulture est documentée dans la région depuis 700 ans. En 2010, la ville possède 798 ha de vignes. Y sont produits des cépages comme le Riesling, le Trollinger, le Pinot Noir, le Muscat, le Kerner et Lemberger.
En plus de trois coopératives de vignerons comptant plus de 1 200 membres, il existe plus de 30 auto-commerçants qui s’occupent eux-mêmes du développement et de la commercialisation de leur vin.
Elle se trouve sur la route des vins du Wurtemberg. Un sentier du vin et de la nature fournit des informations détaillées sur les cépages et la viticulture dans les temps anciens et nouveaux. La flore et la faune du vignoble sont également présentées.

### Transport
Des connexions au réseau autoroutier existent dans les villes voisines de Lauffen am Neckar (B 27) et Schwaigern (B 293).

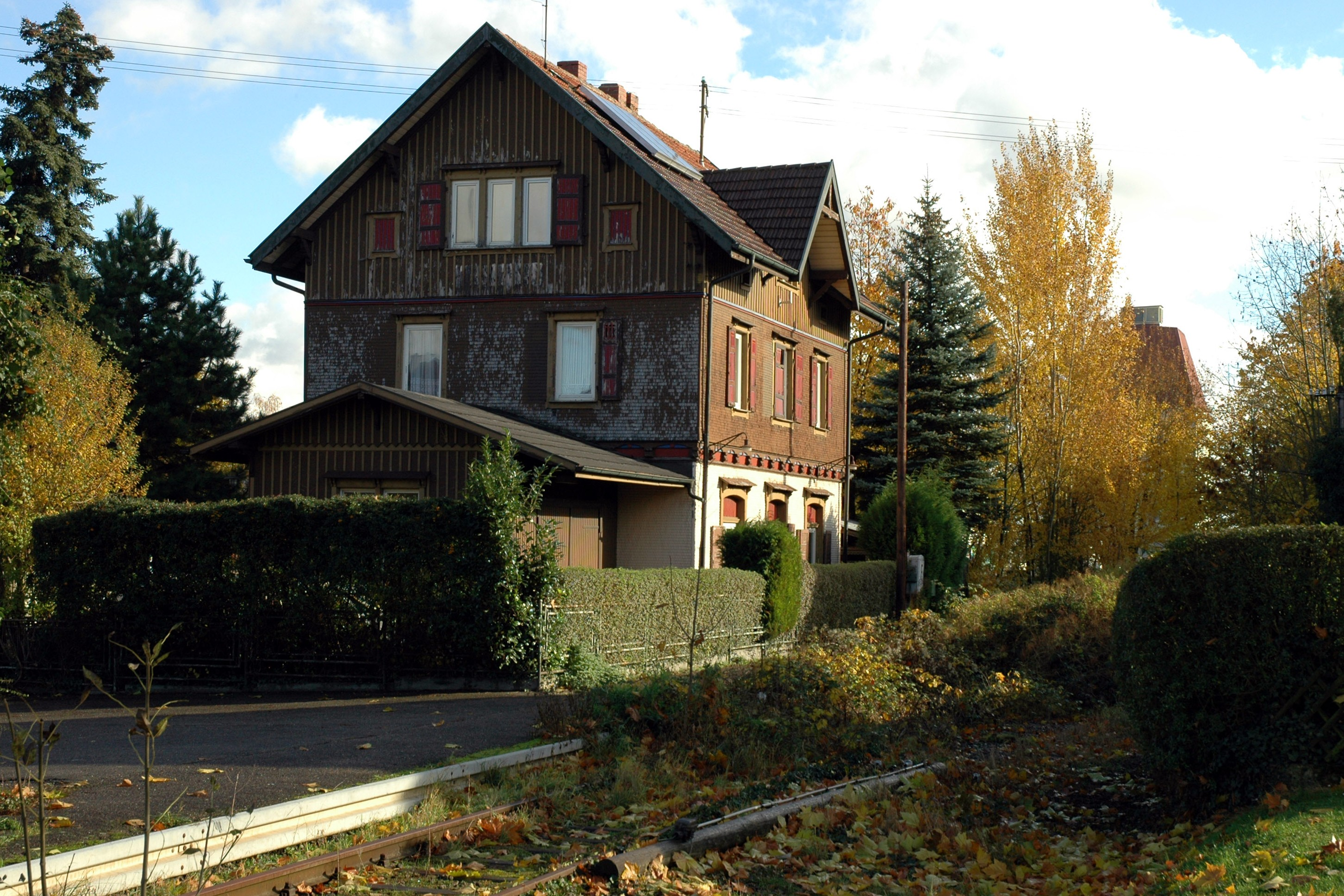
Gare de Brackenheim.

Les transports publics de l’association de transport HNV sont desservis par des bus de Rexer et de ses entrepreneurs Ernesti et Gross. Il existe également une connexion au réseau ferroviaire à Lauffen am Neckar (chemin de fer franconien) et à Schwaigern (chemin de fer kraichgau). Ouvert en 1896 de Lauffen am Neckar à Güglingen, le chemin de fer zabergäu (prolongé jusqu’à Leonbronn en 1901) avait des gares à Hausen, Meimsheim et Brackenheim et a été fermé en 1986 pour le trafic de passagers et en 1995 pour le trafic de marchandises. Depuis les années 1990, le quartier de Heilbronn poursuit la réactivation en tant que ligne de tramway et donc la connexion de Brackenheim et Meimsheim au réseau de la Heilbronn Stadtbahn.
Le bâtiment de la gare de Meimsheim était une station standard de type IIa, la gare de Brackenheim était une station de type IIIa.

### Médias
Le quotidien Heilbronner Stimme rend compte des événements de Brackenheim dans son édition W, Landkreis West. L’administration de la ville publie un journal officiel hebdomadaire qui informe sur les événements de toute la ville.

### Institutions et tribunaux
L’hôpital de Brackenheim, construit dans les années 1960 et qui fait partie du réseau SLK-Kliniken de la ville et du quartier de Heilbronn, fondé cette année depuis 2001, est une maison de soins de base de 130 lits. Il y a un poste de secours à l’hôpital. Avec un juge, le tribunal de district de Brackenheim est l’un des plus petits du Bade-Wurtemberg. Il appartient au district de Heilbronn et au tribunal régional supérieur de Stuttgart.
La ville est également le siège du quartier de l’église évangélique de Brackenheim dans le Wurtemberg.

### Éducation

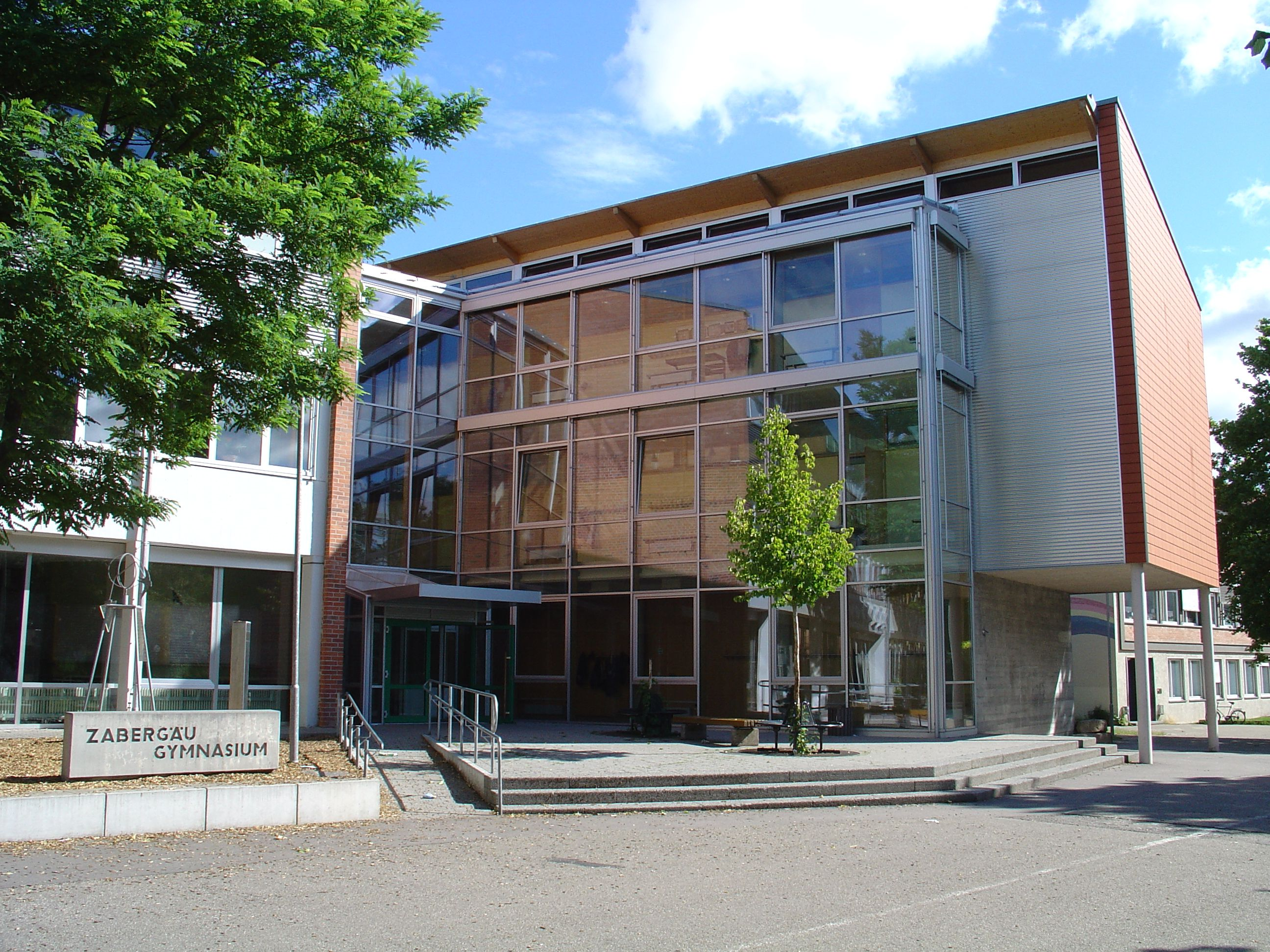
Façade du Zabergäu-Gymnasium Brackenheim.

La Theodor-Heuss-Schule de Brackenheim est une école primaire et secondaire avec Werkrealschule. Il existe des écoles primaires séparées à Botenheim, Dürrenzimmern, Hausen an der Zaber, Meimsheim, Neipperg et Stockheim. Le Zabergäu-Gymnasium Brackenheim est fréquenté par plus de 900 étudiants des villes et municipalités de Zabergäus. En outre, l’école Henry Miller (école spéciale; anciennement école spéciale Zabergäu) est également située à Brackenheim. En outre, la Volkshochschule Unterland possède une succursale à Brackenheim. À Brackenheim même, il y a aussi une école de musique privée. La bibliothèque publique de Brackenheim, qui compte plus de 22 000 médias, est accessible à tous les résidents.

## Personnalités

### Personnalités nées à Brackenheim
- Wilhelm Bidenbach (1538-1572), théologien et ecclésiastique
- Bernhard Schaffalitzky von Muckadell (1591-1641), général de division suédois et diplomate du Wurtemberg
- Johann Heinrich Schellenbauer (1643-1687), théologien protestant
- Georg Friedrich Steinweeg (1700-1762), théologien protestant, né à Botenheim
- David Christoph Seybold (1747-1804), théologien et professeur protestant
- Karl Heinrich Köstlin (1755-1783), professeur d’histoire naturelle à la Hohen Karlsschule Stuttgart
- Christian Gottfried Seybold (1757-1816), commis
- Karl Junghanns (1797-1886), né à Schloss Stocksberg, avocat administratif et homme politique de Bade
- Georg Emil von Majer (1810-1884), né à Neipperg, directeur de la ville de Wurtemberg et président de district
- Hermann Mögling (1811-1881), missionnaire en Inde
- Theodor Mögling (1814-1867), constructeur de soie, homme politique et révolutionnaire
- Henry Miller (éleveur) (1827-1916), éleveur germano-américain
- Theodor Moosbrugger (1851-1923), architecte et architecte du gouvernement à Heilbronn
- Albert Hirth (1858-1935), ingénieur et inventeur
- Tobias Heege (1864-1937), né à Hausen an der Zaber, membre du parlement du Land de Wurtemberg
- Hermann Heuß (1882-1959), architecte et professeur
- Theodor Heuss (1884-1963), homme politique (DDP, FDP), président fédéral, MdR, MdB, citoyen d’honneur de Brackenheim
- Paul Beuttner (1902-1944), peintre et professeur d’art
- Alfred Bühler (1920-1991), artiste
- Eberhard Layher (1921-2012), inventeur et entrepreneur
- Hellmut Zundel (1928-2016), homme politique local ; 1954 à 1963 Maire de Schwaigern; 1962 à 1982 Maire de Crailsheim
- Rolf Zundel (1929-2019), expert forestier et auteur de non-fiction
- Reinhold Zundel (1930-2008), homme politique (SPD) ; 1966 à 1990 Maire de Heidelberg
- Reinhold Schwarz (1946-2008), psychanalyste et médecin
- Michael Herbricht (* 1947), homme politique (REP), MdL du 24 avril 1992 au 31 mai 2001
- Birgit Sauer (née en 1957), politologue et professeur d’université
- Uwe Rapolder (né en 1958), né à Hausen an der Zaber, entraîneur de football
- Frank Höfle (né en 1967), multiple champion paralympique
- Markus Beierle (né en 1972), footballeur
- Marjan Petković (né en 1979), footballeur
- Aydin Çetin (né en 1980), footballeur

### Citoyens d’honneur
- De Brackenheim :
  - Friedrich Robert Winter (1831-1910), propriétaire terrien
  - Gottlieb Wilhelm Bendel (1857-1946), Stadtschultheiß
  - Eugen Wendel (1864-1942), médecin généraliste
  - Otto Wendel (1869-1951), médecin à Madrid
  - Theodor Heuss (1884-1963), premier président fédéral
  - Georg Kohl (1881-1952), imprimeur de livres, membre du Bundestag
  - Max Bleyle (1881-1965), sénateur
  - Hermann Schelle (25 juin 1904 † 1er décembre 1977) fut maire de Brackenheim de 1954 à 1972. En 1972, il a reçu la citoyenneté honoraire de la ville de Brackenheim et la Croix fédérale du mérite sur ruban pour ses services.
- De Dürrenzimmern:
  - Ernst Gottlieb Lauk (1884-1961), pasteur
- De Haberschlacht:
  - Eduard Wörner (1866-1923), pasteur
- De Hausen an der Zaber:
  - Wilhelm Adolf Beck (1879-1941), maire
  - Tobias Heege (1864-1937), agriculteur
  - Karl Maier (1881-1964), travailleur communautaire
- Depuis Stockheim :
  - Johann Georg Neuweiler (1840-1933), marchand et agriculteur
  - August Müller (1880-1952), aubergiste
  - Theodor Geiger (1876-1945), maire
  - Norbert Danner (1909-1994), maire
- De toute la ville de Brackenheim:
  - Karl Lang (1913-2002), associé directeur de Georg Kohl
  - Gerhard Aßfahl (1904-2007), pédagogue et historien local
  - Richard Wenninger (1929-2001), maire
  - Gustav Riexinger sen. (1920-1998), fabricant
  - Karl Seither (* 1931), vice-recteur à la retraite
  - Rolf Kieser (* 1952), maire

### Autres personnes associées à la ville
- Sadok Seli Soltan († 1328), officier turc et possible ancêtre de Goethe.